# エイミー・ポンド
エイミー・ポンド（英: Amy Pond）は、テレビドラマ「ドクター・フー」に登場する11代目ドクターのコンパニオンである。本名はアメリア・ジェシカ・ポンドであり、作中では主に幼少期のエイミーのことをアメリアと呼称しており、本項でも同様に扱う。
ケイトリン・ブラックウッドがアメリアを、カレン・ギランがエイミーを演じた。

## 人物
1989年生まれ、スコットランド出身であるがイングランドで暮らす。スコットランドに誇りを抱いており、ブレイスウェル教授がスコットランド人であることを喜んでいた。またオズウィン・オズワルドに対し「スコットランド人を知らないみたいね」と発言する描写もある。シリーズ5では両親は他界しており、おばと2人で生活していたが、パンドリカの影響でシリーズ5終盤で両親とともに暮らしている現実に書き換えられた。初登場時、壁のひび割れを恐れていた。ゴッホの絵が好きである。
幼馴染のローリー・ウィリアムズとは夫婦関係にあり、リヴァー・ソングは2人の娘である。ローリーを深く愛しており、彼が死んだ際にはこの世界は現実ではないと思うほどだった。

## 劇中の活躍

### シリーズ5

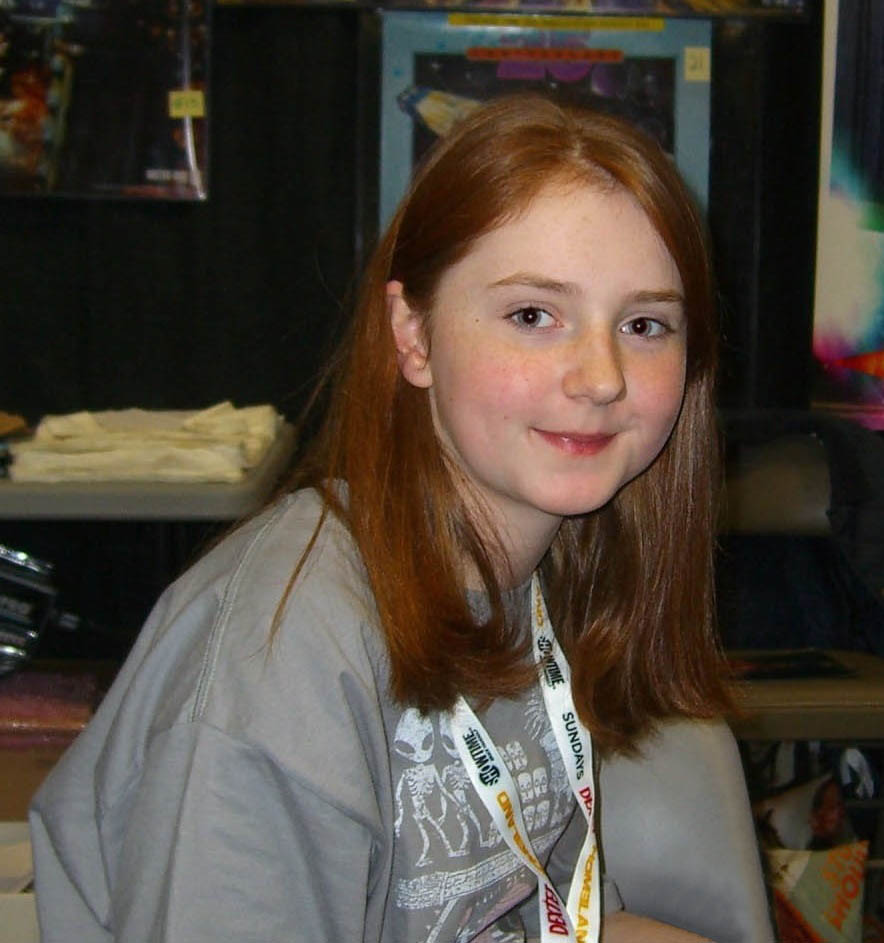
アメリアを演じたケイトリン・ブラックウッド

1996年、当時7歳で壁のひび割れを恐れていたところ、庭にターディスが墜落し11代目ドクターと出会う。ドクターの調査の結果、ひび割れは時空間の裂け目であると判明する。裂け目を開いたところアトラクシから「プリズナーゼロが脱走した」というメッセージを受け取る。ターディスを修理するためドクターは5分だけ場を離れるが、実際にアメリア宅に戻ったのは12年後の2008年だった。

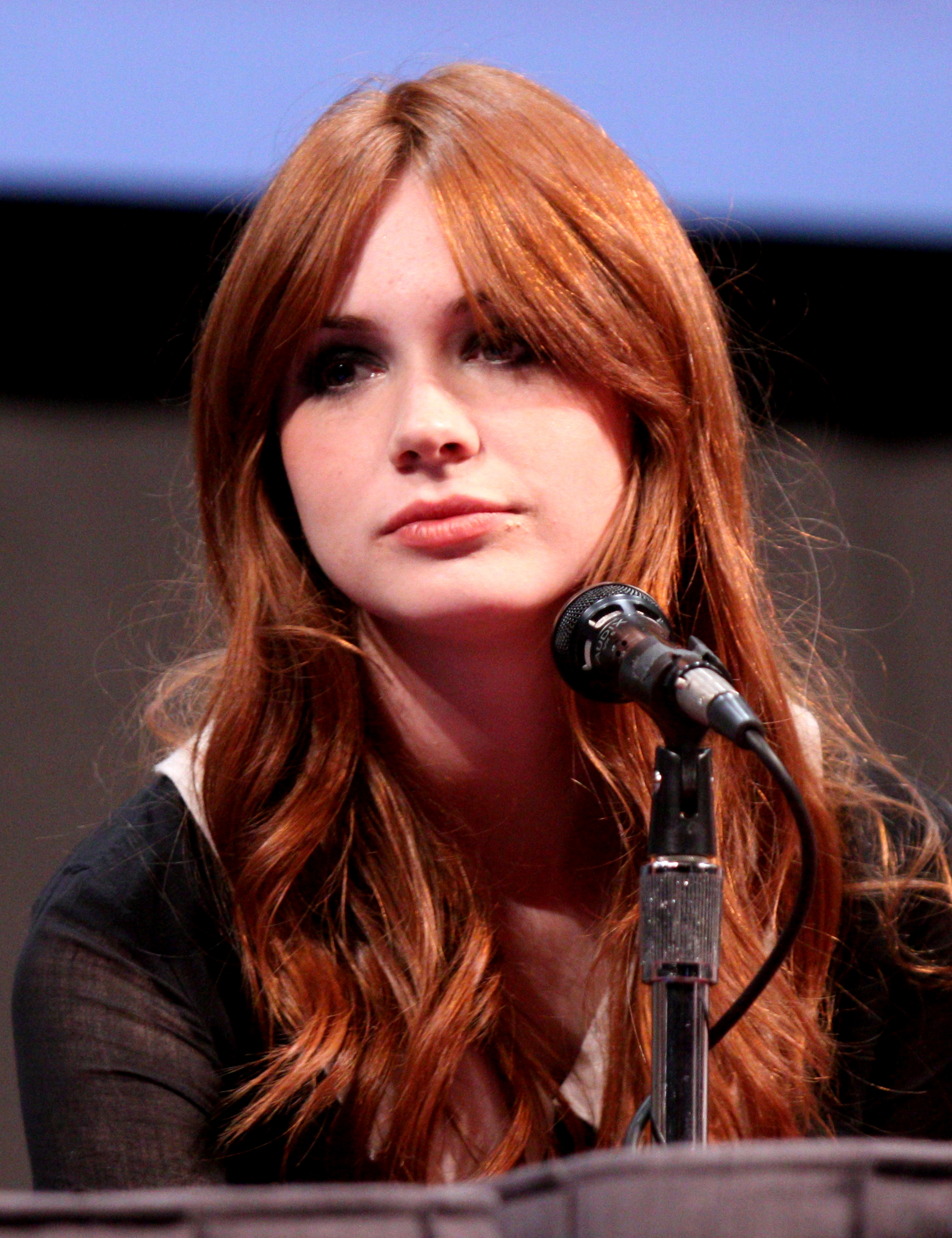
エイミーを演じたカレン・ギラン

アメリアは既に成人してエイミーと名乗り、ドクターを幼少期のイマジナリーフレンドだと周りからは思わされており、精神科にも通わされたが、憧れの存在としてドクターの絵を描いたり紙粘土でドクターの姿を造ったり、ドクターについて漫画を描いたりしていたため、近所の人々や幼馴染のローリーやメルスはドクターの存在を想像上の人物として認識していた。
半ばドクターに対し恨みを抱きながらキソグラムを職業としていた。丁度警察官のコスチュームを着ていたため自らを警察と称しドクターを脅すが、宅内に潜んでいたプリズナーゼロによる襲撃を受ける。ドクターやローリーとともにプリズナーゼロとアトラクシによる問題を解決するが、エンジンが不調なターディスに乗って再びドクターは去ってしまう。
2年後の2010年、試運転を終えたドクターが帰還し、33世紀のスターシップUKや1941年のイギリスなどへ旅をする。このとき、彼女がダーレクの記憶を失っていることが発覚した。後にビザンティウム号で嘆きの天使に襲われる中この記憶喪失は時空の裂け目が原因であると判明する。この時リヴァー・ソングと初めて対面する。
シリーズ5の前半では突如空からやってきたドクターに好意を抱いてローリーとの結婚式前夜にターディスで旅に出るなどしていたが、ローリーに抱く愛の方が大きいと悟り彼と3人で旅をしていくこととなり、ドクターとの関係は友人になる。その後ローリーへの愛を募らせていくが、ローリーはサイルリアンに射殺される。さらにローリーの遺体は時空の裂け目に吞み込まれたため、エイミーはローリーの記憶までも失うこととなる。
シリーズ5終盤では西暦102年の牢獄パンドリカにてプラスチックのローマ兵として復活したローリーに出会う。このエピソードで登場したローマ兵はローリーも含め全てエイミーの記憶を利用してネスティーン意識体が創り上げたものであり、さらにはパンドリカもドクター封印のため彼女の記憶から考案されたものであった。ネスティーン意識体の支配下に置かれたローリーに撃たれエイミーは仮死状態となるが、パンドリカの中に安置されたことで1894年の歳月をかけ蘇生する。このときターディスの爆発で地球と月を除くあらゆる星が消滅しており、宇宙を元に戻すべく7歳のアメリアとともに行動する。ドクターがビッグバン2を起こし宇宙は復元されたが、叔母と暮らした現実が両親と暮らした現実へ書き換えられた。さらにこのときドクターの記憶を失ったためドクターの存在も消滅した。
しかしドクターは自らが消滅する前にエイミーの人生の中に自身の痕跡をいくつか散りばめていて、特に幼少期のエイミーに語り掛けた話がきっかけとなり、エイミーはローリーとの結婚式場でドクターの記憶を取り戻す。ドクターの存在が復活し、夫婦となったエイミーとローリーの冒険は続く。

### シリーズ6
ドクターから招待状を受けてローリーと一緒にアメリカのセレンシオ湖に向かい、ドクターとリヴァーに再会する。しかしピクニックを楽しんでいたところ突如現れた宇宙飛行士がドクターを殺害する様子を目撃してしまう。死亡したドクターは200年後のドクターであると分かり、現在のドクターにこの事実を知らせないように隠匿する。死亡したドクターの発言に従って1969年のアメリカに行き、カントン・デラウェア3世やサイレンスと出会う。このとき宇宙飛行士に出会い射撃するが、中にいたのは後にリヴァー・ソングとなる少女だった。
海賊船やポケット宇宙などを訪れ、アイドライブを装着した謎の女性の姿を目撃する。その後ドクターとともに22世紀の工場を訪れる。この工場ではフレッシュという液体からゲンガーを作り、酸を扱う危険な作業をゲンガーたちにさせていた。ゲンガーの反乱を解決した後、シリーズ6のエイミーがゲンガーであったことが発覚する。ドクターが本物のエイミーとゲンガーのエイミーとの繋がりを切断し、本物のエイミーは意識を取り戻す。エイミーはコヴァリアン修道会により拉致されており、ローリーの子どもを妊娠していた。子どもをメロディー・ポンドと名付けるが、メロディーはマダム・コヴァリアン（演：フランシス・バーバー）の手によって地球へ転送される。エイミー本人はドクターの結成した同盟軍により救出され、さらにこのエピソードにおいてメロディー・ポンドがリヴァー・ソングであると判明した。
その後、セレンシオ湖での殺害を宇宙服に入ったリヴァーが妨害したため歴史が崩壊、エイミーはコヴァリアン修道会の一員として行動している現実が創り上げられた。彼女はドクターと旅した過去を完全ではないものの記憶しており、ドクターの味方として立ち回る。このとき、娘を奪ったマダム・コヴァリアンをサイレンスによる襲撃を利用して間接的に殺害している。歴史を修正するために行われたリヴァーとドクターの結婚式を見届け、本来の時間軸へ帰還した。
しばらくはドクターは死亡したと認識していたが、ビザンティウム号から戻ったリヴァーによりドクターの生存を報告される。

### シリーズ7前半
デーモンズ・ランの騒動によって、エイミーは二度と受胎できない体になっていたことが判明し、ローリーとの仲が険悪となり離婚寸前にまで陥っていた。しかしダーレクによりローリーやドクターとともに拉致され、危機を乗り越えたことで関係を修復する。
その後も3人で旅を続けていくが、2012年のニューヨークを訪れた際にローリーが嘆きの天使に襲われ過去へ転送される。ローリーを過去から救出しに向かい、そこで老衰死するローリーの姿を目撃してしまう。2人はタイムパラドックスを起こして天使を全滅させ、2012年に帰還した。しかし1体の天使が生き残っており、ローリーは再び過去へ転送され死を迎える。エイミーはドクターとリヴァーに別れを告げ、ローリーを追って嘆きの天使に触れ過去へ飛ばされた。個人に関わる歴史の変更は、ドクターのタイムトラベラーとしての理念に反するため、墓石に名前の刻まれたエイミーやローリーと会うことは許されず、ドクターがエイミーとローリーに会うことは二度と出来なくなった。
過去で暮らす中、彼女は本を執筆する。あとがきにドクター宛のメッセージを記し、庭でドクターを待つ小さなアメリアの下へ行くよう伝えた。

### シリーズ7後半
シーズン7第6話「セント・ジョンの鐘」でエイミーの執筆した本が登場しており、著者名はアメリア・ウィリアムズとなっている。
また、クリスマススペシャルのラストで再生段階にあるドクターがアメリアとエイミーの幻覚を見る描写がなされた。彼はアメリアを「この目で最初に見た顔」と称し、エイミーに「おやすみなさい」と言われ、12代目ドクターへ再生した。